# NWSL Challenge Cup
La National Women's Soccer League Challenge Cup, nota anche semplicemente come NWSL Challenge Cup, è la massima coppa nazionale calcistica femminile statunitense. Viene organizzata a cadenza annuale dalla National Women's Soccer League (NWSL).
È aperta a tutte le squadre partecipanti alla NWSL, massima serie statunitense.
La prima edizione della NWSL Challenge Cup si è tenuta nel 2020 come torneo una tantum per celebrare il ritorno in campo dall'inizio della pandemia di COVID-19, infatti con questa competizione, la NWSL fu la prima lega di calcio professionistico statunitense a ripartire. Successivamente, la NWSL annunciò la NWSL Challenge Cup come una competizione a cadenza annuale.

## Formato
Dal 2021 al 2023, la NWSL Challenge Cup è stata organizzata in due gironi iniziali, ciascuno composto da 5 club: East Division e West Division. Il vincitore della Divisione Est e il vincitore della Divisione Ovest hanno gareggiato nella finale.
A partire dal 2024, la Challenge Cup diventerà una supercoppa, con la partecipazione dei vincitori del campionato NWSL e dell'NWSL Shield della stagione precedente (quest'ultimo premio va alla squadra con il miglior record nella stagione regolare). La partita della Challenge Cup darà inizio alla stagione. Se una squadra dovesse vincere sia il Championship che lo Shield, la Challenge Cup sarà una rivincita della partita di campionato della stagione precedente.

## Albo d'oro
| Anno | Vincitori           | Risultato     | Avversari         | Stadio                                       |
| ---- | ------------------- | ------------- | ----------------- | -------------------------------------------- |
| 2020 | Houston Dash        | 2-0           | Chicago Stars     | Rio Tinto Stadium, Sandy, Utah Spettatori: 0 |
| 2021 | Portland Thorns     | 1-1 (6-5 dtr) | NJ/NY Gotham      | Providence Park, Portland, Oregon            |
| 2022 | N. Carolina Courage | 2-1           | Washington Spirit | WakeMed Soccer Park, Cary, Carolina del Nord |
| 2023 | N. Carolina Courage | 2-0           | Racing Louisville | WakeMed Soccer Park, Cary, Carolina del Nord |
| 2024 | San Diego Wave      | 1-0           | NJ/NY Gotham      | Red Bull Arena, Harrison, New Jersey         |
| 2025 | Washington Spirit   | 1-1 (4-2 dtr) | Orlando Pride     | Inter&Co Stadium, Orlando, Florida           |

## Statistiche

### Vincitori di titoli
| Club                | Vittorie | Anni       |
| ------------------- | -------- | ---------- |
| N. Carolina Courage | 2        | 2022, 2023 |
| Houston Dash        | 1        | 2020       |
| Portland Thorns     | 1        | 2021       |
| San Diego Wave      | 1        | 2024       |
| Washington Spirit   | 1        | 2025       |